# Lange Spatelmuschel
Die Lange Spatelmuschel (Thracia pubescens) ist eine Muschelart aus der Familie der Spatelmuscheln (Thraciidae). 

## Merkmale
Das ungleichklappige, nur mäßig geblähte Gehäuse wird bis zu 90 mm lang (nach Poppe und Goto bis 100 mm). Die rechte Klappe ist etwas größer und stärker gewölbt als die linke Klappe. Es ist ungleichseitig, die Wirbel sitzen etwas hinter der Mittellinie. Die Wirbel sind leicht nach hinten gerichtet. Der Wirbel der linken Klappe kommt dabei in eine Position an der Basis des Wirbels der rechten Klappe. Das Gehäuse ist im Umriss eiförmig mit einem abgestutzten Hinterrand. Der hintere Dorsalrand ist gerade und fällt flach zum abgestutzten Hinterrand ab. Der vordere Dorsalrand ist leicht konvex gewölbt und fällt etwas steiler zum gut gerundeten Vorderrand ab. Der Ventralrand ist fast gerade. Vom Wirbel zieht sich ein schwacher Kiel zum hinteren Ende des Ventralrandes. Nordsieck gibt für Breite, Länge und Dicke folgende Verhältnisse an: 70 zu 45 zu 23 mm. Das Ligament liegt außen und innen Das äußere Ligament ist ein breites Feld hinter den Wirbeln. Das innere Ligament liegt unter dem äußeren Ligament in einer breiten, dreieckigen Grube. Vor dem Ligament bzw. der Ligamentgrube befindet sich ein Lithodesma, das aber oft abgebrochen ist. Der vordere Schließmuskel ist lang und dünn, der hintere Schließmuskel ist breit und gerundet-dreieckig. Die Mantelbucht ist flach und reicht nur bis etwa einem Drittel der Gehäuselänge. 
Die weißich-cremefarbene Schale ist dünn und zerbrechlich. Die Ornamentierung besteht aus randparallelen Anwachslinien. Die Oberfläche ist insgesamt fein gekörnelt. Besonders am hinteren Rand ist die Körnelung besonders deutlich. Das Periostracum ist gelblich bis beige. Der innere Gehäuserand ist glatt. 

## Ähnliche Arten
Die Lange Spatelmuschel (Thracia pubescens) ist deutlich größer als die Granulierte Spatelmuschel (Thracia villosiuscula) und die Weiße Bohne (Thracia phaseolina). Die Aufgeblasene Spatelmuschel (Thracia convexa) ist deutlich kürzer und höher. Der hintere Dorsalrand ist konkav gewölbt, der vordere Dorsalrand konvex gewölbt.

## Geographische Verbreitung und Lebensraum
Das Verbreitungsgebiet erstreckt sich von der Südwestküste der Britischen Inseln südwärts bis Nordafrika und Angola. Sie kommt auch im Mittelmeer und in den Gewässern um die Kanarischen Inseln vor. 
Die Tiere leben in schlammigen, feinsandigen, aber auch kiesigen Böden von der Niedrigwasserlinie bis in etwa 60 Meter Wassertiefe. 

## Taxonomie
Das Taxon wurde 1799 von Richard Pulteney als Mya pubescens erstmals beschrieben. In der späteren Auflage des Artikels aus dem Jahr 1813 änderte er den Namen in Mya declivis ab. MolluscaBase betrachtet das Taxon als gültig. Es wird aber von manchen Autoren als Synonym von der Aufgeblasenen Spatelmuschel (Thracia convexa) angesehen. Diese Art ist jedoch deutlich kürzer und höher. Der hintere Dorsalrand ist konkav gewölbt, der vordere Dorsalrand konvex gewölbt.
Fritz Nordsieck bezeichnet die Mittelmeerform als Thracia pubescens var. solida (Chiereghini in Brusina, 1870). Sie soll viel größer als die typische Form sein.

## Belege

### Online
- Marine Bivalve Shells of the British Isles: Thracia pubescens (Pulteney, 1799) (Website des National Museum Wales, Department of Natural Sciences, Cardiff)